# J. D. Ford
J. D. Ford là một chính khách người Mỹ, hiện là thành viên của Thượng viện Indiana. Được bầu trong cuộc bầu cử năm 2018, ông đại diện cho Thượng viện Quận 29 với tư cách là thành viên của Đảng Dân chủ Hoa Kỳ. Ông có bằng cử nhân của Đại học Akron về tư pháp hình sự và khoa học chính trị và bằng thạc sĩ giáo dục tại Đại học Purdue.
Ông là người đồng tính công khai đầu tiên từng được bầu vào cơ quan lập pháp bang Indiana.